# Liste de nœuds d'ajut
Ci-dessous une liste de nœuds d'ajut en matelotage ou nœuds de jonction dans le domaine de la verticalité. Il s'agit de nœuds utilisés pour joindre ensemble deux extrémités de corde ou refermer une corde sur elle-même en créant un anneau.   
Le nœud d'écoute est le plus classique. Une étude de 8 différents nœuds en situation d'escalade a démontré que le nœud de papillon alpin était le plus solide.
Le classique nœud plat (ou le proche nœud de voleur) est parfois utilisé de façon impropre comme un nœud d'ajut. Lorsqu'il est utilisé comme nœud d'ajut plutôt que comme  nœud d'accroche, le nœud plat se déforme lorsque la tension est insuffisante. Pour cette raison, le nœud plat n'est pas sécurisé comme nœud d'ajut, et ne figure dès lors pas dans la liste ci-dessous. 

## Types de nœuds
| Nœud                                                                | Description | Image |
| ------------------------------------------------------------------- | --- | ----- |
| Nœud ajustable (en)                                                 | Un nœud qui peut aisément être adapté pour différentes longueurs. |       |
| Nœud d'agui                                                         | Constitué de deux noeuds de chaise dont les boucles passent l'un dans l'autre. |       |
| Nœud Abright (en)                                                   | Un nœud simple utilisé pour les lignes de pêche monofilament. Surtout utilisé pour la pêche à l'hameçon.                                                                                      |       |
| Nœud d'Ashley                                                       | Un nœud utilisé par Clifford Warren Ashley où s'entrecroisent des demi-noeuds. |       |
| Beer knot (en)                                                      | Un ajut pour les sangles. Essentiellement utilisé pour l'escalade. |       |
| Nœud de sang                                                        | Un nœud simple généralement utilisé pour joindre des monofilaments de nylon tout en gardant la résistance de la ligne.                                                                        |       |
| Nœud de papillon alpin                                              | Un nœud classique en escalade, qui peut notamment être utilisé comme ajut. |       |
| Nœud de Carrick                                                     | Un nœud d'ajut particulièrement approprié pour les câbles lourds, ou trop larges et rigides pour réaliser des nœuds plus classiques.                                                          |       |
| Nœud de pêcheur Nœud de pêcheur double Nœud de pêcheur tripple (en) | Un ajut symétrique lié avec deux demi-nœuds autour des bouts. Une variation du nœud du pêcheur avec deux nœuds doubles. Une variation du nœud du pêcheur avec des nœuds triples.              |       |
| Nœud en double huit                                                 | Ce nœud classique peut également être utilisé pour un ajut. |       |
| en:Harness bend                                                     | Un ajut qui peut être réalisé avant d'être tendu. |       |
| en:Heaving line bend                                                | Un ajut permettant de lier des cordes de tailles différentes, qui peut notamment être utilisé pour manipuler les lourdes écoute d'ancres.                                                     |       |
| Nœud de gabier                                                      | A bend consisting of two interlocking overhand knots. |       |
| Nœud FG (en)                                                        | Un ajut utilisé pour la pêche à la mouche, pour joindre des lignes de différents diamètres. Très utile mais difficile à maitriser.                                                            |       |
| en:One-sided overhand bend                                          | Un ajut réalisé en joignant deux cordes en un même demi nœud. |       |
| en:Racking bend                                                     | Un ajut pour joindre des cordes de différents diamètres. |       |
| en:Reever Knot                                                      | Un ajut simple et sûr |       |
| Nœud d'écoute                                                       | Un nœud classique pour joindre des cordes de différents diamètres. |       |
| en:Simple Simon under                                               | |       |
| en:Single carrick bend                                              | |       |
| Nœud de chirurgien                                                  | Un nœud d'ajut régulièrement utilisé pour des cordages de petite taille. Il peut être tendu avant de sécuriser.                                                                               |       |
| en:True lover's knot                                                | Un ajut consistant à nouer en un seul demi-nœud deux cordages. |       |
| Nœud de sangle                                                      | Un nœud qui peut être utilisé pour des sangles, notamment de cuir. |       |
| Nœud de Zeppelin                                                    | Un ajut consistant à mêler deux demi-nœuds. Il est équivalent au nœud de gabier, mais offre l'avantage de la résistance, tout en restant facile à défaire. Variante : Nœud de Zeppelin double |       |